# Jean Francois Borderies
Jean Francois Borderies med fullständiga förnamnet Etienne Jean Francois, född 1764, död 1832. Abbé i exil i England under franska revolutionen, senare biskop i Versailles. Han finns representerad i Den svenska psalmboken 1986 med en vers i ett verk (nr 122).

## Psalmer
- Dagen är kommen, vers 5 i nr 122 i Den svenska psalmboken 1986. Diktad 1822.